# Deutsche Hospitality
Deutsche Hospitality (ancien nom Steigenberger Hotels) est un groupe hôtelier allemand fondé en 1930 par Albert Steigenberger.
En 2007, le groupe comptait 82 hôtels dans le monde avec un total de 14 283 chambres.
Bon nombre de ses hôtels sont situés en Allemagne, mais Steigenberger en possède actuellement quatre en Autriche, trois en Suisse et en 
Égypte, un en Italie, un en Belgique et aux Pays-Bas.
À la mi-2009, la compagnie égyptienne de tourisme Travco Group (en) a acquis la société Steigenberger Hotels.